# پیتکین (کلرادو)
پیتکین (به انگلیسی: Pitkin) شهری در ایالت کلرادو کشور ایالات متحده آمریکا است که جمعیت آن در سرشماری سال ۲۰۱۰ میلادی، ۶۶ نفر بوده‌است.